# Épibatidine
L'épibatidine est un alcaloïde naturellement présent dans la peau de plusieurs clades de grenouilles. Elle a été découverte en 1974 chez Epipedobates tricolor par John Daly, qui l'a nommée mais n'a pu déterminer sa structure (en vue notamment de la synthétiser) qu'au début des années 1990 grâce aux progrès de la chimie analytique. C'est un agoniste des récepteurs de la nicotine, avec une action analgésique environ deux cents fois plus puissante que celle de la morphine.
La résistance des grenouilles à leur propre venin est due à des mutations du gène codant le récepteur ordinairement sensible à la toxine.L'épibatidine se fixe à certains récepteurs du système nerveux, les récepteurs nicotiniques de l’acétylcholine, et provoque des crises d’hypertension ou d’épilepsie, entraînant parfois la mort. En analysant le génome de trois clades de grenouilles, les chercheurs ont montré que des mutations du gène codant ces récepteurs les rendent insensibles. La substitution d'un seul acide aminé, dans les trois clades, a réduit la sensibilité de ces grenouilles à la toxine, mais aussi à l'acétylcholine. La fonction première des récepteurs a été rétablie grâce à d'autres mutations, différentes dans les trois clades.
L'épibatidine est inutilisable comme anesthésique en raison de sa forte toxicité, mais des dérivés moins toxiques ont été synthétisés avec un effet analgésique sur les mêmes récepteurs. L'un d'entre eux, ABT-594, est à la fois efficace contre la douleur (même rebelle aux opiacés - cinquante fois plus efficace que la morphine) et d'une relative innocuité. Un autre dérivé, l'épiboxidine, reste efficace tout en étant vingt fois moins toxique que l'épibatidine.
Depuis la détermination de la structure de l'épibatidine en 1992 et en raison de sa rareté, de nombreuses synthèses totales de l'épibatidine ont vu le jour.